# がってん寿司
がってん寿司は、アールディーシーグループの株式会社ジーエスアールと株式会社エヌエスアールが運営する回転寿司チェーン店である。
エヌエスアール運営店は新規開店した「がってん寿司旬亭イーアスつくば店」を除きオーダー用紙で注文する。

## 概要
埼玉県を中心とした南関東及び北関東の一部店舗を株式会社ジーエスアール、北関東の店舗を株式会社エヌエスアール、それぞれ運営する。
エヌエスアール運営店舗は、定番メニューに加えて「旬の竹盛セット14貫」やジーエスアール店舗で消滅した梅しそ巻･梅きゅう巻･大俵いなりなどのメニューを扱い、創作メニューを豊富に揃える。
注文方法は店舗により異なるが、タッチパネル導入店はタッチパネル、未導入店はオーダー用紙で注文する。